# Crinum kunthianum
Crinum kunthianum är en amaryllisväxtart som beskrevs av Max Joseph Roemer. Crinum kunthianum ingår i släktet Crinum, och familjen amaryllisväxter. Inga underarter finns listade i Catalogue of Life.

## Bildgalleri

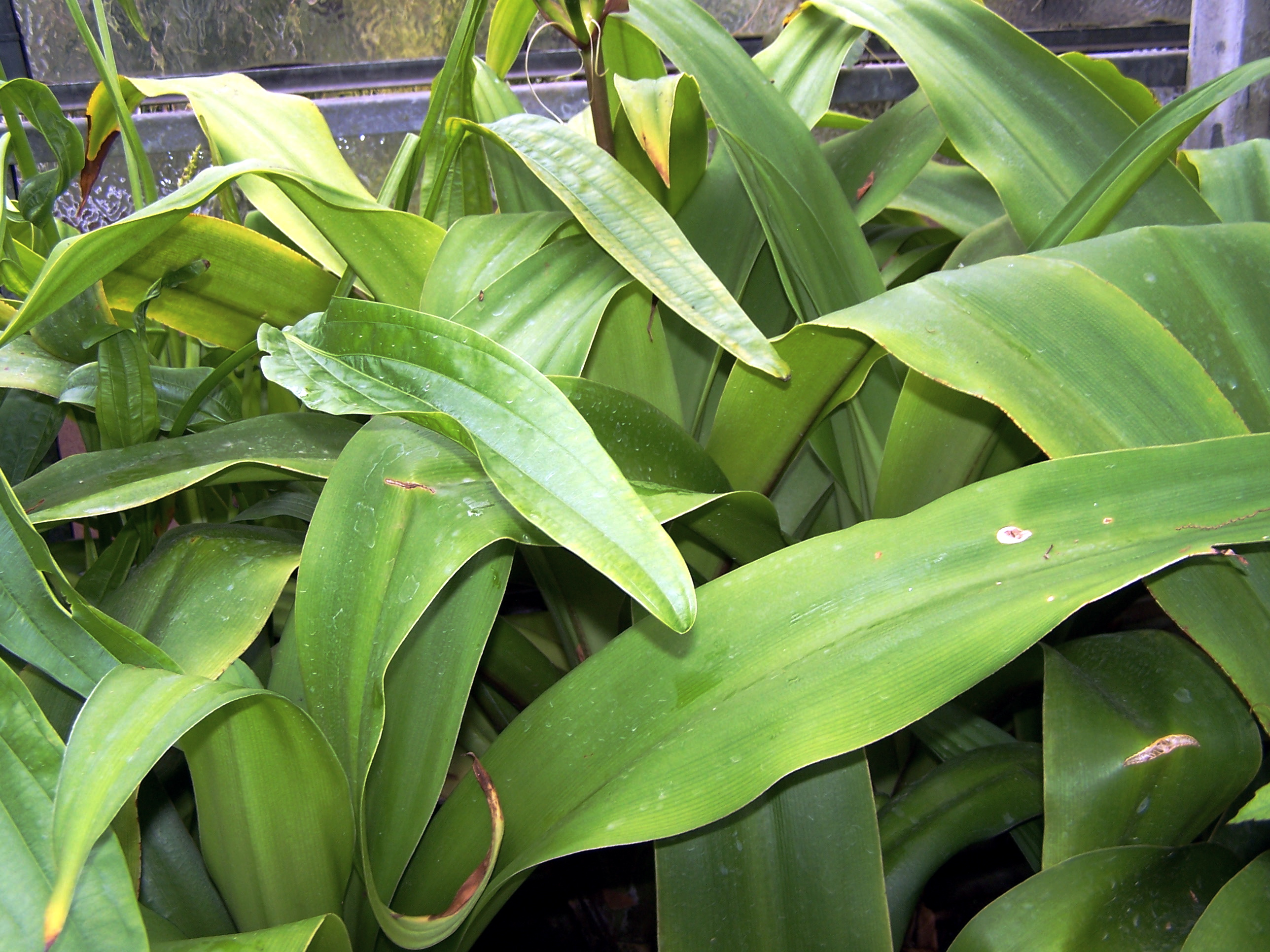
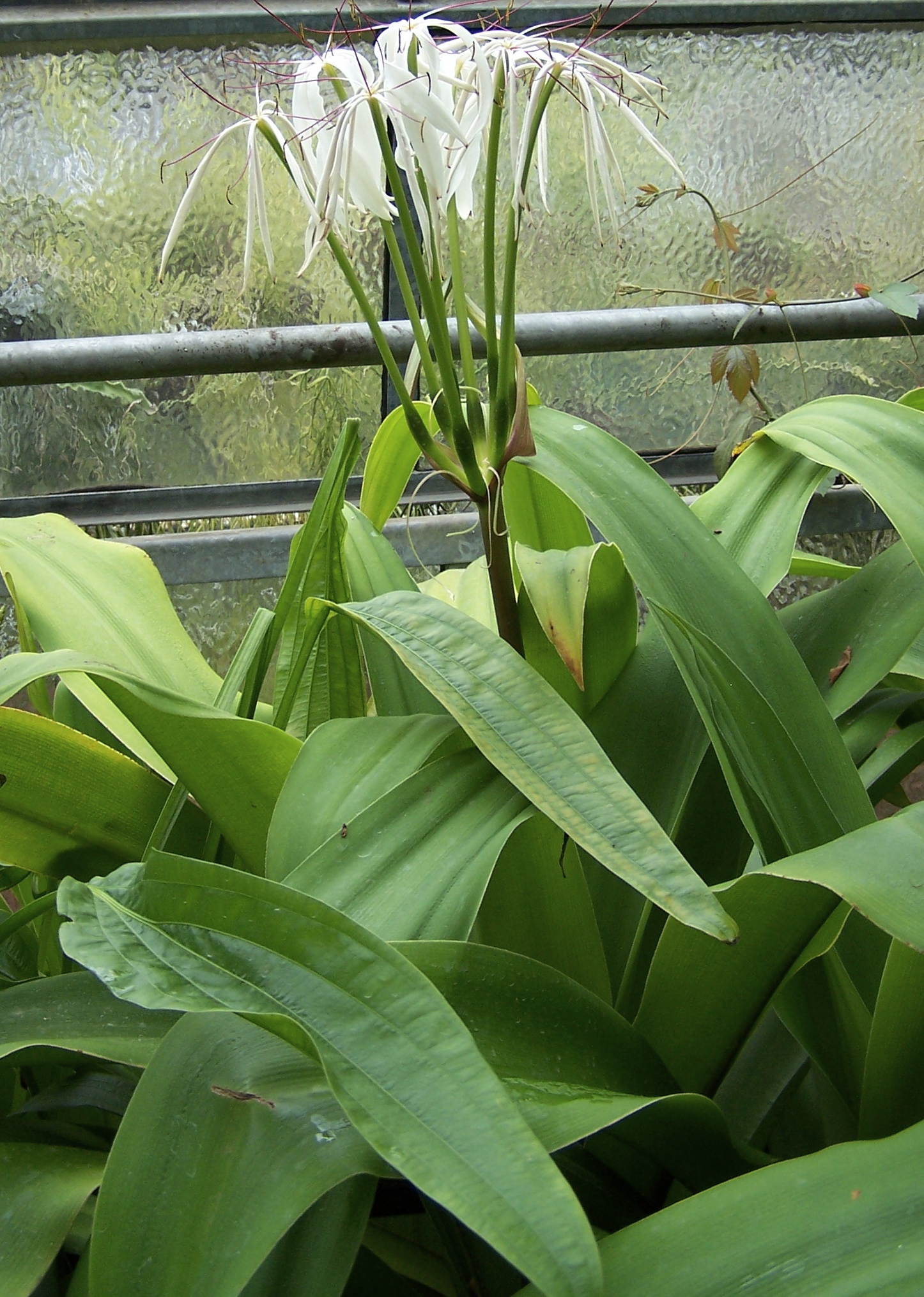